# Rajd Polski 1957
Rajd Polski 1957 (18. Ogólnopolski Raid Samochodowy) – 18. edycja rajdu samochodowego Rajd Polski rozgrywanego w Polsce. Rozgrywany był od 11 do 17 sierpnia 1957 roku. Bazą rajdu był Olsztyn. Rajd był trzecią rundą Rajdowych samochodowych mistrzostw Polski w roku 1957. Podczas tego rajdu nie prowadzono klasyfikacji generalnej, ostateczne wyniki były podane tylko w odpowiednich klasach. 

## Wyniki końcowe rajdu[2]
Kategoria II klasa VII
| Miejsce | Kierowca             | Klub                     | Samochód             | Punkty |
| ------- | -------------------- | ------------------------ | -------------------- | ------ |
| 1       | Walerian Waryszewski | Automobilklub Warszawski | BMW 328              | 63,5   |
| 2       | Dušan Malerič        | -                        | Mercedes-Benz 190 SL | 184,0  |
| 3       | Michał Nahorski      | Automobilklub Śląski     | Triumph TR2          | 222,5  |
| 4       | Ludwik Kachelski     | Automobilklub Warszawski | Citroen 11           | 455,0  |

Kategoria II klasa V
| Miejsce | Kierowca            | Klub                      | Samochód    | Punkty |
| ------- | ------------------- | ------------------------- | ----------- | ------ |
| 1       | Stane Vidmar        | -                         | Porsche 356 | 39,0   |
| 2       | Kazimierz Osiński   | Automobilklub Krakowski I | Simca 8     | 100,5  |
| 3       | Aleksander Sobański | Automobilklub Krakowski I | Simca 8     | 100,5  |
| 4       | Zygmunt Filus       | LPŻ Warszawa              | Skoda       | 366,5  |

Kategoria II klasa III
| Miejsce | Kierowca           | Klub                           | Samochód | Punkty |
| ------- | ------------------ | ------------------------------ | -------- | ------ |
| 1       | Marek Varisella    | LPŻ Warszawa                   | DKW F8   | 118,5  |
| 2       | Stanisław Wierzba  | FSO - Automobilklub Warszawski | Syrena   | 142,0  |
| 3       | Marian Zatoń       | Automobilklub Warszawski       | Syrena   | 164,0  |
| 4       | Marian Repeta      | Automobilklub Warszawski       | Syrena   | 177,5  |
| 5       | Tadeusz Kalinowski | Automobilklub Warszawski       | Syrena   | 298,5  |

Kategoria I klasa VIII
| Miejsce | Kierowca             | Klub                      | Samochód      | Punkty |
| ------- | -------------------- | ------------------------- | ------------- | ------ |
| 1       | Mieczysław Sochacki  | Automobilklub Krakowski I | Warszawa M-20 | 67,0   |
| 2       | Tadeusz Dubas        | Automobilklub Krakowski   | Warszawa M-20 | 72,0   |
| 3       | Edward Lasota        | Automobilklub Kielecki    | Warszawa M-20 | 192,0  |
| 4       | Mirosław Snigurowicz | Automobilklub Krakowski I | Pobieda M 20  | 192,0  |
| 5       | J. Porębski          | AMK Tarnów                | Warszawa M-20 | 277,0  |

Kategoria I klasa VII
| Miejsce | Kierowca             | Klub                     | Samochód      | Punkty |
| ------- | -------------------- | ------------------------ | ------------- | ------ |
| 1       | Władysław Paszkowski | Automobilklub Warszawski | Opel Olympia  | 184,5  |
| 2       | Antoni Weiner        | Automobilklub Śląski     | Citroen BL 11 | 244,5  |
| 3       | Jerzy Nowosielski    | Automobilklub Warszawski | Citroen BL 11 | 263,0  |
| 4       | Michał Bieder        | LPŻ Warszawa             | Citroen BL 11 | 264,0  |
| 5       | A. Podbielski        | Automobilklub Warszawski | BMW 326       | 315,5  |
| 6       | Florian Zastępowski  | Automobilklub Bydgoski   | Citroen       | 315,5  |

Kategoria I klasa V
| Miejsce | Kierowca                             | Klub                     | Samochód     | Punkty |
| ------- | ------------------------------------ | ------------------------ | ------------ | ------ |
| 1       | Stanisław Maykowski                  | Automobilklub Morski     | Simca 8      | 152,0  |
| 2       | Andrzej Dąbrowski                    | Automobilklub Krakowski  | Simca 8      | 188,5  |
| 3       | "Stanisław Sobik" (Sobiesław Zasada) | Automobilklub Warszawski | Simca Aronde | 190,5  |
| 4       | Romuald Huber                        | LPŻ Warszawa             | Skoda 1100   | 195,0  |
| 5       | Henryk Olszewski                     | Automobilklub Łódzki     | Skoda        | 212,0  |
| 6       | Zygmunt Szczęśniak                   | LPŻ Warszawa             | Fiat 1100    | 317,0  |

Kategoria I klasa IV
| Miejsce | Kierowca                | Klub                 | Samochód | Punkty |
| ------- | ----------------------- | -------------------- | -------- | ------ |
| 1       | Milivoje Mikica Vuković | -                    | DKW 3=6  | 35,5   |
| 2       | Werner Jager            | -                    | Wartburg | 180,5  |
| 3       | Zbigniew Pawlak         | LPŻ Łódź             | Wartburg | 182,0  |
| 4       | Kazimierz Maziarski     | Automobilklub Śląski | IFA F9   | 410,5  |
| 5       | Tadeusz Woszczyna       | AMK Tarnów           | Wartburg | 530,0  |

Kategoria I klasa III
| Miejsce | Kierowca           | Klub                     | Samochód    | Punkty |
| ------- | ------------------ | ------------------------ | ----------- | ------ |
| 1       | Adam Wędrychowski  | Automobilklub Warszawski | Zwickau P70 | 25,0   |
| 2       | Henryk Steinhausel | Automobilklub Śląski     | DKW F8      | 175,0  |
| 3       | R. Roszewski       | Automobilklub Bydgoski   | IFA F8      | 322,5  |
| 4       | Renata Jonderko    | Automobilklub Śląski     | IFA F8      | 323,5  |

1. 1 2 3 4  Nieliczony w klasyfikacji RSMP